# Henry William Bunbury
Pour les articles homonymes, voir Bunbury.
Cet article possède un paronyme, voir Henry Bunbury.
Henry William Bunbury, né le 1er juillet 1750 à Mildenhall (Suffolk), mort le 10 mai 1811, est un illustrateur et caricaturiste britannique.

## Biographie

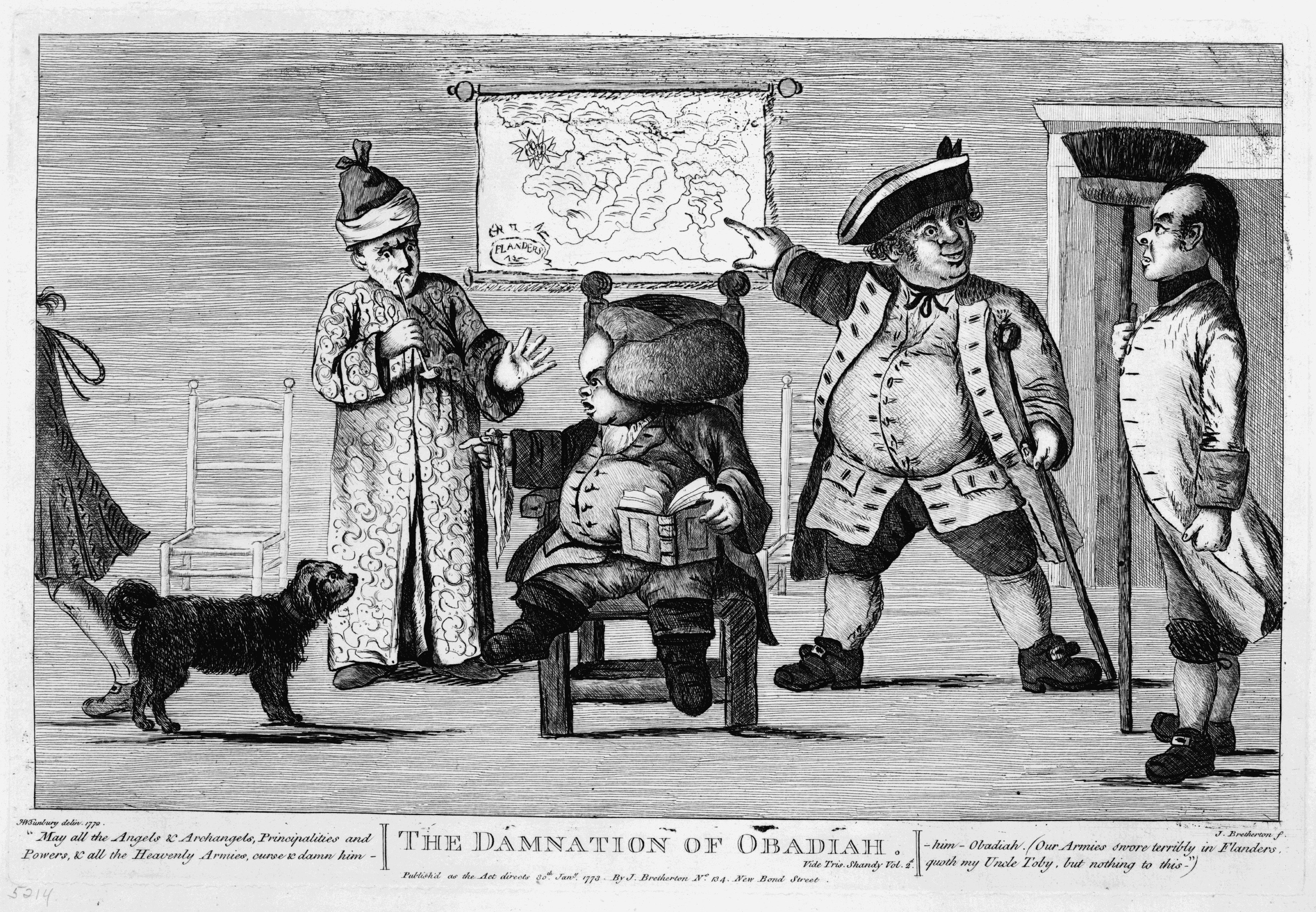
Planche pour le Tristram Shandy de Laurence Sterne.

Il est le second fils de Sir William Bunbury (1710–1764), 5e baronnet, révérend et vicaire de Mildenhall, et de son épouse Eleanor (?-1762).
Henry William fait ses études à Westminster à Londres, puis à Cambridge avant de se lancer dans la caricature et le dessin humoristique.

## Œuvre

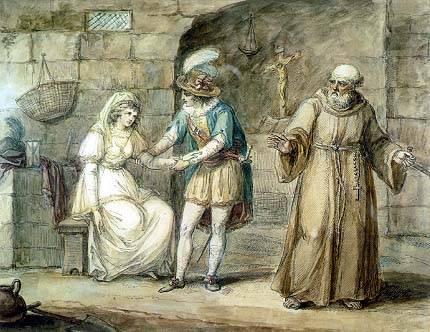
Roméo et Juliette

Parmi les œuvres de Bunbury on trouve des illustrations des pièces de Shakespeare, des scènes de genre, des scènes de la vie quotidienne croquées sur le vif. Il produit une série très populaire : Conseils aux mauvais cavaliers.